# Агура
Агу́ра — река на территории Хостинского района города Сочи в Краснодарском крае Российской Федерации, впадающая в Чёрное море. Истоки у подножия хребта Алек на высоте около 300 метров над уровнем моря, вблизи посёлка Прогресс. Впадает в Чёрное море в черте города Сочи. Длина реки 10 километров, площадь водосборного бассейна — 30 км2. Общее падение реки составляет 300 метров, уклон — 30 м/км, коэффициент извилистости — 1,24. Река Агура течёт преимущественно на юг параллельно реке Мацеста. Питание преимущественно дождевое и снеговое, водный режим паводковый, с резким подъёмом воды в период снеготаяния и дождей. Летом сильно мелеет.

## Этимология
Название реки, как и некоторых других в этом районе, оканчивающихся на -ра (ср. Лаура), имеет местное абхазское значение. Топонимы с этим компонентом встречаются и далее к юго-востоку, на территории Абхазии.

## География
Главный приток — Агурчик. В нижнем течении Агуры расположены популярные туристские объекты — Агурские водопады и высокие (до 125 метров) Орлиные Скалы на правом берегу. Ниже по течению до устья берега реки взяты в бетон.